# ロアーノ
ロアーノ(伊: Loano)は、イタリア共和国リグーリア州サヴォーナ県にある、人口約11,000人の基礎自治体（コムーネ）。

## 地理

### 位置・広がり

#### 隣接コムーネ
隣接するコムーネは以下の通り。
- バルディネート
- ボイッサーノ
- ボルゲット・サント・スピーリト
- ジュステーニチェ
- ピエトラ・リーグレ

### 地震分類
イタリアの地震リスク階級 (it) では、3 に分類される
。

## 姉妹都市
- Francheville、フランス 1998年